# Cassandre (serie televisiva)
Cassandre è una serie televisiva francese in cui le prime due stagioni sono state trasmesse dal 28 novembre 2015 al 17 febbraio 2018 sul canale France 3, mentre dalla terza stagione è trasmessa in prima visione assoluta in Svizzera dal 28 settembre 2018 sul canale RTS Un.
Il 18 febbraio 2018, la serie è stata rinnovata per una quarta stagione di 4 episodi che è stata trasmessa nel 2019.
In Italiano, sono state trasmesse soltanto le prime tre stagioni: nella Svizzera italiana dal 10 gennaio 2018 al 26 novembre 2019 su RSI LA1 e in Italia sono andate in onda dal 6 giugno 2018 al 19 aprile 2019 su Paramount Network.

## Trama
Una donna determinata, Florence Cassandre, è un commissario di polizia al prestigioso 36 quai des Orfèvres, ma chiede il suo trasferimento ad Annecy per essere più vicina a suo figlio Jules, un adolescente piuttosto difficile che vive in un foyer (casa di accoglienza). Arriva in una nuova squadra, che dovrà gestire componendo alcuni personaggi di buon carattere come il suo vice Pascal Roche e la procuratrice Évelyne Roche, madre di quest'ultimo.

## Personaggi e interpreti
- Commissario Florence Cassandre, interpretata da Gwendoline Hamon
- Capitano Pascal Roche, interpretato da Alexandre Varga
- Tenente Jean-Paul Marchand, interpretato da Dominique Pinon
- Évelyne Roche, interpretata da Béatrice Agenin (episodi 1-13)
- Audrey Roche, interpretata da Lucie Rébéré
- Tenente Nicky Maleva, interpretato da Jessy Ugolin
- Jules Cassandre, interpretato da Jules Houplain (episodi 1-7) e da Luca Malinowski (episodi 8+)
- Maggiore Sidonie Montferrat, interpretato da Émilie Gavois-Kahn (episodi 1-14)
- Philippe Cassandre, interpretato da Christophe Gendreau
- Gérard Montferrat, interpretato da Vincent Jouan
- Yvan, interpretato da Stéphane Blancafort
- Stéphane Voussac, interpretato da Fabrice Deville

## Episodi
| Stagione         | Episodi | Prima TV originale | Prima TV in italiano |
| ---------------- | ------- | ------------------ | -------------------- |
| Prima stagione   | 4       | 2015-2017          | 2018                 |
| Seconda stagione | 4       | 2018               | 2018                 |
| Terza stagione   | 4       | 2018-2019          | 2019                 |
| Quarta stagione  | 4       | 2019-2020          | inedite              |
| Quinta stagione  | 4       | 2021               | inedite              |
| Sesta stagione   | 4       | 2022               | inedite              |
| Settima stagione | 4       | 2022-2023          | inedite              |

## Luoghi delle riprese
Le riprese si svolgono nelle vicinanze di Annecy; quelle della stazione di polizia si svolgono nelle vicinanze di Lione, a Rillieux-la-Pape, nell'ex municipio.